# Arrondissement Arras
Das Arrondissement Arras ist eine Verwaltungseinheit des französischen Départements Pas-de-Calais innerhalb der Region Hauts-de-France. Verwaltungssitz (Präfektur) ist Arras.
Mit Wirkung auf den 1. Januar 2007 wechselten die Kantone Avion und Rouvroy im Zuge einer Verwaltungsreform vom Arrondissement Arras zum Arrondissement Lens sowie der Kanton Le Parcq zum Arrondissement Montreuil.

## Wahlkreise
Zum Arrondissement gehören Gemeinden aus acht Wahlkreisen (Kantonen):
- Kanton Arras-1
- Kanton Arras-2
- Kanton Arras-3
- Kanton Auxi-le-Château (mit 15 von 81 Gemeinden)
- Kanton Avesnes-le-Comte
- Kanton Bapaume
- Kanton Brebières
- Kanton Saint-Pol-sur-Ternoise

## Gemeinden
| 1. Ablainzevelle (62002)                | 2. Achicourt (62004)                   | 3. Achiet-le-Grand (62005)         | 4. Achiet-le-Petit (62006)             |
| 5. Acq (62007)                          | 6. Adinfer (62009)                     | 7. Agnez-lès-Duisans (62011)       | 8. Agnières (62012)                    |
| 9. Agny (62013)                         | 10. Ambrines (62027)                   | 11. Amplier (62030)                | 12. Anvin (62036)                      |
| 13. Anzin-Saint-Aubin (62037)           | 14. Arleux-en-Gohelle (62039)          | 15. Arras (62041)                  | 16. Athies (62042)                     |
| 17. Aubigny-en-Artois (62045)           | 18. Aubrometz (62047)                  | 19. Aumerval (62058)               | 20. Auxi-le-Château (62060)            |
| 21. Averdoingt (62061)                  | 22. Avesnes-le-Comte (62063)           | 23. Avesnes-lès-Bapaume (62064)    | 24. Ayette (62068)                     |
| 25. Bailleul-aux-Cornailles (62070)     | 26. Bailleul-lès-Pernes (62071)        | 27. Bailleul-Sir-Berthoult (62073) | 28. Bailleulmont (62072)               |
| 29. Bailleulval (62074)                 | 30. Bancourt (62079)                   | 31. Bapaume (62080)                | 32. Baralle (62081)                    |
| 33. Barastre (62082)                    | 34. Barly (62084)                      | 35. Basseux (62085)                | 36. Bavincourt (62086)                 |
| 37. Beaudricourt (62091)                | 38. Beaufort-Blavincourt (62092)       | 39. Beaulencourt (62093)           | 40. Beaumetz-lès-Cambrai (62096)       |
| 41. Beaumetz-lès-Loges (62097)          | 42. Beaurains (62099)                  | 43. Beauvoir-Wavans (62881)        | 44. Beauvois (62101)                   |
| 45. Béhagnies (62103)                   | 46. Bellonne (62106)                   | 47. Bergueneuse (62109)            | 48. Berlencourt-le-Cauroy (62111)      |
| 49. Berles-au-Bois (62112)              | 50. Berles-Monchel (62113)             | 51. Bermicourt (62114)             | 52. Berneville (62115)                 |
| 53. Bertincourt (62117)                 | 54. Béthonsart (62118)                 | 55. Beugnâtre (62121)              | 56. Beugny (62122)                     |
| 57. Biache-Saint-Vaast (62128)          | 58. Biefvillers-lès-Bapaume (62129)    | 59. Bienvillers-au-Bois (62130)    | 60. Bihucourt (62131)                  |
| 61. Blairville (62135)                  | 62. Blangerval-Blangermont (62137)     | 63. Boffles (62143)                | 64. Boiry-Becquerelle (62144)          |
| 65. Boiry-Notre-Dame (62145)            | 66. Boiry-Saint-Martin (62146)         | 67. Boiry-Sainte-Rictrude (62147)  | 68. Boisleux-au-Mont (62151)           |
| 69. Boisleux-Saint-Marc (62152)         | 70. Bonnières (62154)                  | 71. Boubers-sur-Canche (62158)     | 72. Bouret-sur-Canche (62163)          |
| 73. Bourlon (62164)                     | 74. Bours (62166)                      | 75. Boyaval (62171)                | 76. Boyelles (62172)                   |
| 77. Brebières (62173)                   | 78. Brias (62180)                      | 79. Bucquoy (62181)                | 80. Buire-au-Bois (62182)              |
| 81. Buissy (62184)                      | 82. Bullecourt (62185)                 | 83. Buneville (62187)              | 84. Bus (62189)                        |
| 85. Cagnicourt (62192)                  | 86. Camblain-l’Abbé (62199)            | 87. Cambligneul (62198)            | 88. Canettemont (62208)                |
| 89. Capelle-Fermont (62211)             | 90. La Cauchie (62216)                 | 91. Chelers (62221)                | 92. Chérisy (62223)                    |
| 93. Conchy-sur-Canche (62234)           | 94. Conteville-en-Ternois (62238)      | 95. Corbehem (62240)               | 96. Couin (62242)                      |
| 97. Coullemont (62243)                  | 98. Courcelles-le-Comte (62248)        | 99. Couturelle (62253)             | 100. Croisette (62258)                 |
| 101. Croisilles (62259)                 | 102. Croix-en-Ternois (62260)          | 103. Dainville (62263)             | 104. Denier (62266)                    |
| 105. Douchy-lès-Ayette (62272)          | 106. Duisans (62279)                   | 107. Dury (62280)                  | 108. Écoivres (62283)                  |
| 109. Écourt-Saint-Quentin (62284)       | 110. Écoust-Saint-Mein (62285)         | 111. Écurie (62290)                | 112. Épinoy (62298)                    |
| 113. Eps (62299)                        | 114. Équirre (62301)                   | 115. Érin (62303)                  | 116. Ervillers (62306)                 |
| 117. Estrée-Wamin (62316)               | 118. Étaing (62317)                    | 119. Éterpigny (62319)             | 120. Étrun (62320)                     |
| 121. Famechon (62322)                   | 122. Fampoux (62323)                   | 123. Farbus (62324)                | 124. Favreuil (62326)                  |
| 125. Feuchy (62331)                     | 126. Ficheux (62332)                   | 127. Fiefs (62333)                 | 128. Flers (62337)                     |
| 129. Fleury (62339)                     | 130. Floringhem (62340)                | 131. Foncquevillers (62341)        | 132. Fontaine-lès-Boulans (62342)      |
| 133. Fontaine-lès-Croisilles (62343)    | 134. Fontaine-lès-Hermans (62344)      | 135. Fontaine-l’Étalon (62345)     | 136. Fortel-en-Artois (62346)          |
| 137. Fosseux (62347)                    | 138. Foufflin-Ricametz (62348)         | 139. Framecourt (62352)            | 140. Frémicourt (62353)                |
| 141. Fresnes-lès-Montauban (62355)      | 142. Fresnoy-en-Gohelle (62358)        | 143. Frévent (62361)               | 144. Frévillers (62362)                |
| 145. Frévin-Capelle (62363)             | 146. Gauchin-Verloingt (62367)         | 147. Gaudiempré (62368)            | 148. Gavrelle (62369)                  |
| 149. Gennes-Ivergny (62370)             | 150. Givenchy-le-Noble (62372)         | 151. Gomiécourt (62374)            | 152. Gommecourt (62375)                |
| 153. Gouves (62378)                     | 154. Gouy-en-Artois (62379)            | 155. Gouy-en-Ternois (62381)       | 156. Gouy-sous-Bellonne (62383)        |
| 157. Graincourt-lès-Havrincourt (62384) | 158. Grand-Rullecourt (62385)          | 159. Grévillers (62387)            | 160. Grincourt-lès-Pas (62389)         |
| 161. Guémappe (62392)                   | 162. Guinecourt (62396)                | 163. Habarcq (62399)               | 164. Halloy (62404)                    |
| 165. Hamblain-les-Prés (62405)          | 166. Hamelincourt (62406)              | 167. Hannescamps (62409)           | 168. Haplincourt (62410)               |
| 169. Haravesnes (62411)                 | 170. Haucourt (62414)                  | 171. Haute-Avesnes (62415)         | 172. Hautecloque (62416)               |
| 173. Hauteville (62418)                 | 174. Havrincourt (62421)               | 175. Hébuterne (62422)             | 176. Hendecourt-lès-Cagnicourt (62424) |
| 177. Hendecourt-lès-Ransart (62425)     | 178. Hénin-sur-Cojeul (62428)          | 179. Héninel (62426)               | 180. Hénu (62430)                      |
| 181. Héricourt (62433)                  | 182. La Herlière (62434)               | 183. Herlincourt (62435)           | 184. Herlin-le-Sec (62436)             |
| 185. Hermaville (62438)                 | 186. Hermies (62440)                   | 187. Hernicourt (62442)            | 188. Hestrus (62450)                   |
| 189. Heuchin (62451)                    | 190. Houvin-Houvigneul (62459)         | 191. Huclier (62462)               | 192. Humbercamps (62465)               |
| 193. Humerœuille (62467)                | 194. Humières (62468)                  | 195. Inchy-en-Artois (62469)       | 196. Ivergny (62475)                   |
| 197. Izel-lès-Équerchin (62476)         | 198. Izel-lès-Hameau (62477)           | 199. Lagnicourt-Marcel (62484)     | 200. Lattre-Saint-Quentin (62490)      |
| 201. Lebucquière (62493)                | 202. Léchelle (62494)                  | 203. Liencourt (62507)             | 204. Lignereuil (62511)                |
| 205. Ligny-sur-Canche (62513)           | 206. Ligny-Saint-Flochel (62514)       | 207. Ligny-Thilloy (62515)         | 208. Linzeux (62518)                   |
| 209. Lisbourg (62519)                   | 210. Magnicourt-en-Comte (62536)       | 211. Magnicourt-sur-Canche (62537) | 212. Maisnil (62539)                   |
| 213. Maizières (62542)                  | 214. Manin (62544)                     | 215. Marest (62553)                | 216. Marœuil (62557)                   |
| 217. Marquay (62558)                    | 218. Marquion (62559)                  | 219. Martinpuich (62561)           | 220. Mercatel (62568)                  |
| 221. Metz-en-Couture (62572)            | 222. Mingoval (62574)                  | 223. Moncheaux-lès-Frévent (62576) | 224. Monchel-sur-Canche (62577)        |
| 225. Monchiet (62578)                   | 226. Monchy-au-Bois (62579)            | 227. Monchy-Breton (62580)         | 228. Monchy-Cayeux (62581)             |
| 229. Monchy-le-Preux (62582)            | 230. Mondicourt (62583)                | 231. Mont-Saint-Éloi (62589)       | 232. Montenescourt (62586)             |
| 233. Monts-en-Ternois (62590)           | 234. Morchies (62591)                  | 235. Morval (62593)                | 236. Mory (62594)                      |
| 237. Moyenneville (62597)               | 238. Nédon (62600)                     | 239. Nédonchel (62601)             | 240. Neuville-au-Cornet (62607)        |
| 241. Neuville-Bourjonval (62608)        | 242. Neuville-Saint-Vaast (62609)      | 243. Neuville-Vitasse (62611)      | 244. Neuvireuil (62612)                |
| 245. Nœux-lès-Auxi (62616)              | 246. Noreuil (62619)                   | 247. Noyelle-Vion (62630)          | 248. Noyelles-sous-Bellonne (62627)    |
| 249. Noyellette (62629)                 | 250. Nuncq-Hautecôte (62631)           | 251. Œuf-en-Ternois (62633)        | 252. Oisy-le-Verger (62638)            |
| 253. Oppy (62639)                       | 254. Orville (62640)                   | 255. Ostreville (62641)            | 256. Palluel (62646)                   |
| 257. Pas-en-Artois (62649)              | 258. Pelves (62650)                    | 259. Penin (62651)                 | 260. Pernes (62652)                    |
| 261. Pierremont (62655)                 | 262. Plouvain (62660)                  | 263. Pommera (62663)               | 264. Pommier (62664)                   |
| 265. Le Ponchel (62665)                 | 266. Prédefin (62668)                  | 267. Pressy (62669)                | 268. Pronville-en-Artois (62671)       |
| 269. Puisieux (62672)                   | 270. Quéant (62673)                    | 271. Quiéry-la-Motte (62680)       | 272. Quœux-Haut-Maînil (62683)         |
| 273. Ramecourt (62686)                  | 274. Ransart (62689)                   | 275. Rebreuve-sur-Canche (62694)   | 276. Rebreuviette (62695)              |
| 277. Récourt (62697)                    | 278. Rémy (62703)                      | 279. Riencourt-lès-Bapaume (62708) | 280. Riencourt-lès-Cagnicourt (62709)  |
| 281. Rivière (62712)                    | 282. Roclincourt (62714)               | 283. Rocquigny (62715)             | 284. Roëllecourt (62717)               |
| 285. Rœux (62718)                       | 286. Rougefay (62722)                  | 287. Rumaucourt (62728)            | 288. Ruyaulcourt (62731)               |
| 289. Sachin (62732)                     | 290. Sailly-au-Bois (62733)            | 291. Sailly-en-Ostrevent (62734)   | 292. Sains-lès-Marquion (62739)        |
| 293. Sains-lès-Pernes (62740)           | 294. Saint-Amand (62741)               | 295. Saint-Laurent-Blangy (62753)  | 296. Saint-Léger (62754)               |
| 297. Saint-Martin-sur-Cojeul (62761)    | 298. Saint-Michel-sur-Ternoise (62763) | 299. Saint-Nicolas (62764)         | 300. Saint-Pol-sur-Ternoise (62767)    |
| 301. Sainte-Catherine (62744)           | 302. Sapignies (62776)                 | 303. Le Sars (62777)               | 304. Sars-le-Bois (62778)              |
| 305. Sarton (62779)                     | 306. Sauchy-Cauchy (62780)             | 307. Sauchy-Lestrée (62781)        | 308. Saudemont (62782)                 |
| 309. Saulty (62784)                     | 310. Savy-Berlette (62785)             | 311. Séricourt (62791)             | 312. Sibiville (62795)                 |
| 313. Simencourt (62796)                 | 314. Siracourt (62797)                 | 315. Sombrin (62798)               | 316. Souastre (62800)                  |
| 317. Le Souich (62802)                  | 318. Sus-Saint-Léger (62804)           | 319. Tangry (62805)                | 320. Teneur (62808)                    |
| 321. Ternas (62809)                     | 322. Thélus (62810)                    | 323. La Thieuloye (62813)          | 324. Thièvres (62814)                  |
| 325. Tilloy-lès-Hermaville (62816)      | 326. Tilloy-lès-Mofflaines (62817)     | 327. Tilly-Capelle (62818)         | 328. Tincques (62820)                  |
| 329. Tollent (62822)                    | 330. Tortequesne (62825)               | 331. Le Transloy (62829)           | 332. Trescault (62830)                 |
| 333. Troisvaux (62831)                  | 334. Vacquerie-le-Boucq (62833)        | 335. Valhuon (62835)               | 336. Vaulx (62838)                     |
| 337. Vaulx-Vraucourt (62839)            | 338. Vélu (62840)                      | 339. Villers-au-Flos (62855)       | 340. Villers-Brûlin (62856)            |
| 341. Villers-Châtel (62857)             | 342. Villers-lès-Cagnicourt (62858)    | 343. Villers-l’Hôpital (62859)     | 344. Villers-Sir-Simon (62860)         |
| 345. Vis-en-Artois (62864)              | 346. Vitry-en-Artois (62865)           | 347. Wailly (62869)                | 348. Wancourt (62873)                  |
| 349. Wanquetin (62874)                  | 350. Warlencourt-Eaucourt (62876)      | 351. Warlincourt-lès-Pas (62877)   | 352. Warlus (62878)                    |
| 353. Warluzel (62879)                   | 354. Wavrans-sur-Ternoise (62883)      | 355. Willencourt (62891)           | 356. Willerval (62892)                 |
| 357. Ytres (62909)                      |                                        |                                    |                                        |

## Neuordnung der Arrondissements 2017

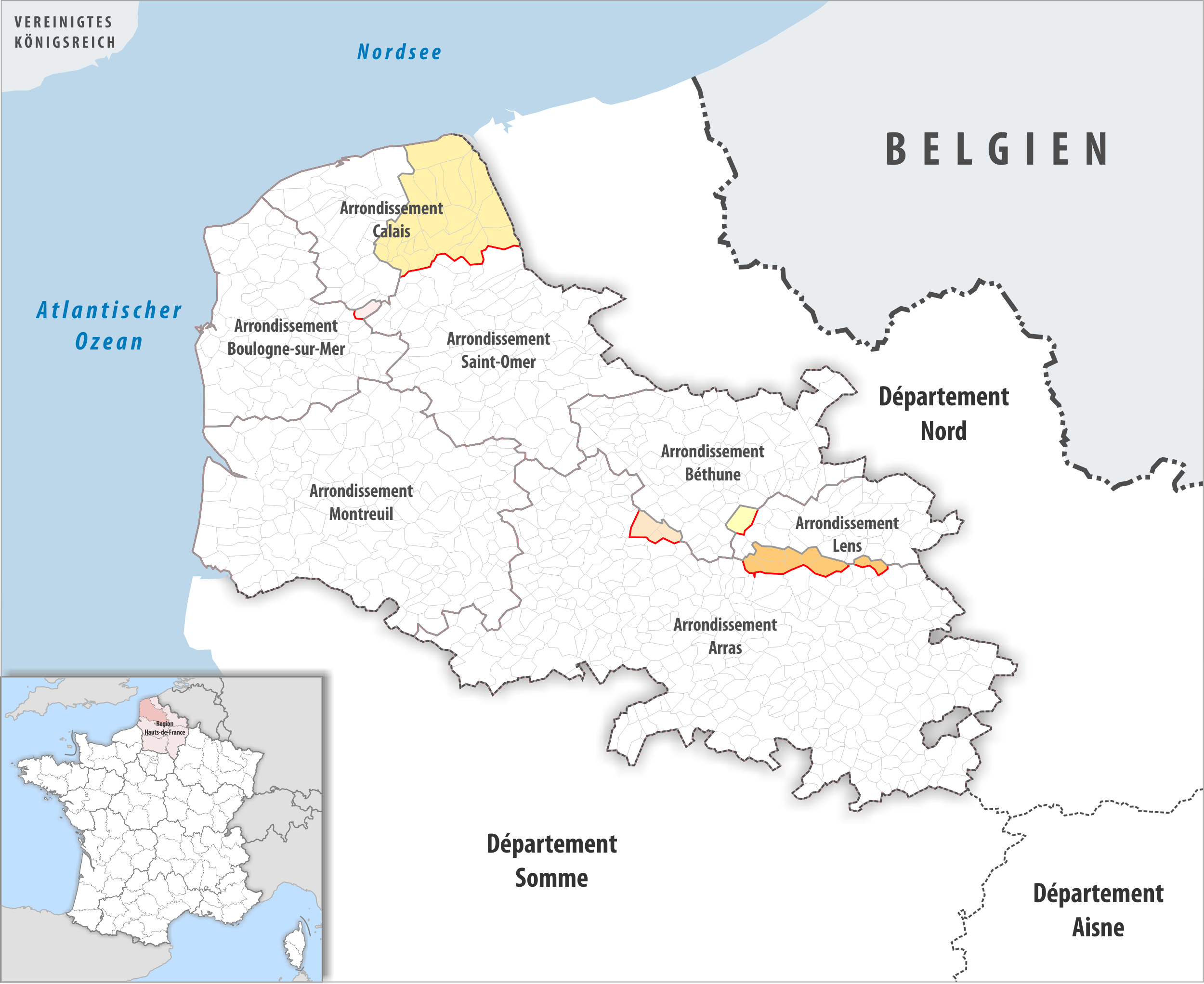
Arrondissementsanpassungen im Jahr 2017

Durch die Neuordnung der Arrondissements im Jahr 2017 wurden aus dem Arrondissement Arras die Fläche der 3 Gemeinden Bajus, La Comté und Diéval zum Arrondissement Béthune und die Fläche der acht Gemeinden Ablain-Saint-Nazaire, Acheville, Bois-Bernard, Carency, Givenchy-en-Gohelle, Souchez, Villers-au-Bois und Vimy dem Arrondissement Lens zugewiesen.
Abbeville |
Amiens |
Arras |
Avesnes-sur-Helpe |
Beauvais |
Béthune |
Boulogne-sur-Mer |
Calais |
Cambrai |
Château-Thierry |
Clermont |
Compiègne |
Douai |
Dunkerque |
Laon |
Lens |
Lille |
Montdidier |
Montreuil |
Péronne |
Saint-Omer |
Saint-Quentin |
Senlis |
Soissons |
Valenciennes |
Vervins